# Krisztián Bártfai
Krisztián Bártfai (n. 16 iulie 1974, Vác, Pesta, Ungaria) este un caiacist ce a reprezentat Ungaria, medaliat olimpic. A participat la 3 ediții ale Jocurilor Olimpice (1992, 1996, 2000) în care a câștigat o medalie de bronz.